# Gardasil

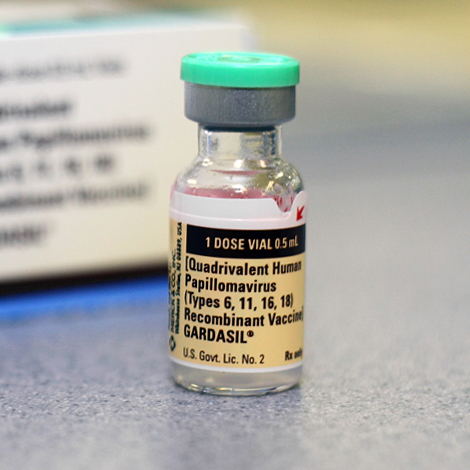
Flacon de Gardasil

Le Gardasil (Merck & Co., 2006) est un vaccin contre les génotypes 6, 11, 16 et 18 du virus du papillome humain (VPH). 
Concernant les effets du VPH, les variantes 16 et 18 peuvent être en partie responsables de certains cancers du col de l'utérus chez la femme et les génotypes 6 et 11 causent le plus souvent des condylomes lorsque ces derniers produisent une pathologie. La vaccination préviendrait aussi certains cancers vulvo-vaginaux et de la marge anale. 
Son fabricant a proposé de le remplacer par une version nonavalente (visant 9 génotypes : VPH 6, 11, 16, 18, 31, 33, 45, 52 et 58), autorisé à la commercialisation en Union européenne en 2015, le Gardasil 9. La Haute Autorité de Santé et le Haut Conseil de la Santé Publique recommande le Gardasil 9 en remplacement des vaccins quadrivalent Gardasil (commercialisation arrêtée en France le 31 décembre 2020) et bivalent Cervarix. 

## Présentation
Le Gardasil est commercialisé par la firme Merck & Co. aux États-Unis et par la JV Sanofi Pasteur MSD en Europe.
La procédure de vaccination consiste en trois injections intramusculaires à 0, 2 et 6 mois. Les sujets de 9 à 13 ans peuvent n'effectuer que deux injections à 0 et 6 mois. À plus long terme, il est possible qu'une seule dose soit suffisante (démontré par plusieurs études pour le Cervarix, en cours d'étude pour le Gardasil).
La substance active pour déclencher la réponse immunitaire est fixée (« adsorbée ») sur une dose de 225 microgrammes d'un sel d'aluminium (sulfate d'hydroxyphosphate d'aluminium).
La nécessité de faire des rappels n'est pas encore établie. La protection serait supérieure à 5 ans sur base du suivi effectué chez les premières vaccinées.
C’est un vaccin quadrivalent qui protège contre les Papillomavirus humain de génotypes 16 et 18, potentiellement cancérigènes, et contre les Papillomavirus de type 6 et 11, non cancérigènes mais à l’origine du développement de lésions bénignes dites « condylomes » (ou verrues génitales)
Ce vaccin ne protégeant que contre le VPH 16 et VPH 18 responsable de 70 % des cancers du col.  la vaccination ne change pas les modalités du dépistage (par  frottis) auprès des femmes vaccinées.
Depuis 2018, le Gardasil 9 est le vaccin nonavalent visant les génotypes 6, 11, 16, 18, 31, 33, 45, 52 et 58.

## Efficacité
Pour un article plus général, voir Vaccin contre les infections à papillomavirus humain.
Selon l'étude clinique de phase III approuvée aux États-Unis par la Food and Drug Administration (FDA), le vaccin est efficace contre les souches 6, 11, 16 et 18. Le vaccin n'est toutefois efficace contre les souches du virus concernées que si elles ne sont pas déjà installées. Si elles sont déjà installées, le Gardasil augmenterait selon cette étude le risque d'avoir des lésions précancéreuses, et donc un risque de développer le cancer, et a donc dans ce cas l'effet inverse de celui voulu.
Cette étude a permis de noter que le vaccin chez des femmes déjà infectées pouvait augmenter le risque de lésion du col de l'utérus. Dans le sous-groupe de femmes séropositives et PCR positives pour VPH, l'augmentation de l'incidence de cas de CIN 2/3 (dysplasie modérée, sévère) voire de cancer allait jusqu'à plus 44,6 %. Néanmoins, en comparant ce groupe avec le groupe témoin, il apparait qu'ils sont inhomogènes, et que les femmes appartenant au groupe en question avaient déjà plus de chances d'avoir une lésion du col que celles appartenant au groupe témoin.

## Effets indésirables
Selon l'AFSSAPS :
Les principales données de pharmacovigilance sont les suivantes :
« À fin décembre 2010, plus de 1 700 notifications ont été recueillies et analysées.
Près de 82 % d’entre elles concernent des effets indésirables connus bénins et transitoires avec une prédominance de douleurs au site d’injection, fièvres, éruptions de type urticaire et syncopes vasovagales. Comparativement au bilan communiqué par l’Afssaps en septembre 2009, la proportion et la nature des effets indésirables restent similaires.
L’analyse des cas supplémentaires d’effets indésirables graves ayant nécessité une hospitalisation ne diffère pas de celle des cas colligés dans le cadre du bilan précédent. Lorsqu’elle est connue, l’évolution est favorable pour la majorité des observations. Il s’agit essentiellement d’effets connus à type de syndromes fébriles, céphalées et syncopes.
Le nombre total de manifestations auto-immunes recueillies (démyélinisations aiguës centrales, arthrites, lupus érythémateux systémique, thyroïdite, diabète insulino-dépendant et thrombopénies) reste faible et inférieur à celui attendu dans la population générale sur la base des données d’incidence et de prévalence disponibles. L’analyse de chaque cas déclaré n’a pas permis d’établir
un lien de causalité entre la vaccination et les complications observées.
Aucun signal particulier n’a été identifié parmi les 92 cas de vaccination avec Gardasil chez des femmes enceintes dans le mois qui a précédé ou au cours de leur grossesse.
Depuis sa commercialisation, le plan de gestion des risques national et européen permet de détecter et d’analyser, dans les conditions réelles d’utilisation, tout nouvel effet indésirable observé par les professionnels de santé. Dans le cadre du suivi régulier du produit, l’information a été modifiée en mars 2010 pour intégrer le risque de survenue de saignements ou d’ecchymoses (purpura thrombopénique idiopathique) dans le résumé des caractéristiques du produit. En France, trois cas similaires ont été rapportés. Ce nombre reste faible et inférieur à celui attendu dans la population générale sur la base des données d’incidence et de prévalence disponibles. »

## Historique
Le 8 juin 2006, la mise sur le marché du vaccin Gardasil de Merck & Co. est approuvée aux États-Unis par la FDA pour un usage auprès des jeunes filles et des femmes de 9 à 26 ans.
Le 22 septembre 2006, le Gardasil est approuvé par la Commission européenne pour un usage dans l'Union européenne auprès également des jeunes filles et des femmes 9 à 26 ans.
En février 2007, la polémique commence aux États-Unis. Le républicain Rick Perry, gouverneur du Texas qui a reçu le soutien financier de la firme Merck & Co. pour sa réélection, décide en contournant la procédure de débat de rendre le vaccin obligatoire dès l'année 2008-2009, pour gagner du temps dit-il. Selon les opposants, c'est pour la firme pharmaceutique que c'est urgent. Les opposants soulèvent aussi la question des effets indésirables peu connus et mal évalués selon eux dans l'étude.
Dès février 2007, la télévision américaine diffuse des reportages montrant des interviews de victimes vivantes attribuées au Gardasil et des photos de celles décédées.
Le 24 janvier 2008, l'Agence européenne des médicaments (EMA) publie un avis recommandant de continuer la vaccination 
.
À la suite du choc de décès en Autriche et d'un rapport démontrant que l'efficacité à long terme d'une telle vaccination serait « tout à fait négligeable », la ministre autrichienne de la Santé, le Dr Andrea Kdolsky, a décidé de retirer les vaccins anti-VPH du programme officiel, de cesser de les rembourser et de mettre plutôt l'accent sur le dépistage.
En septembre 2008, est publiée une étude australienne menée par l'équipe du Dr Julia Brotherton, qui semble indiquer que le vaccin Gardasil induit des chocs anaphylactiques (réactions allergiques graves) à un niveau « significativement plus élevé » que les vaccins de routine (« Selon le nombre de cas confirmés, le taux estimé d’anaphylaxie après l’administration d’un vaccin anti-VPH quadrivalent a été significativement plus élevé qu’après d’autres vaccinations scolaires comparables. »).
En janvier 2009, la FDA refuse, pour la deuxième fois, l'autorisation de mise en vente du vaccin pour les femmes de 27 à 45 ans aux États-Unis comme le demandait la compagnie Merck & Co.. Une autorisation de mise en vente pour les jeunes garçons et les hommes de 9 à 26 ans introduite aux États-Unis en décembre 2008 est (mars 2009) en attente de réponse. Les ventes du Gardasil qui stagnent sont évoquées  comme raison de ces demandes d'extensions répétées, alors que les commissions scientifiques n'ont à ce jour pas trouvé de fondements à ces élargissements.
Le 19 février 2009, l'Agence européenne des médicaments (EMEA) publie un nouvel avis recommandant de continuer la vaccination. Les injections provenaient du même lot, qui a été détruit pensant que la réaction était due à une défectuosité de celui-ci.
D'autres pays dans lequel la vaccination a lieu tels que le Canada ou l'Australie connaissent des réactions similaires.
En 2011, une étude australienne menée par Julia Brotherton montre une baisse des anomalies cervicales à la suite du vaccin,.
En juin 2013, le ministère de la santé japonais cesse de recommander les vaccins anti VPH, sans pour autant en suspendre totalement l'utilisation,.

## Critiques
Le 3 janvier 2012, un article du quotidien belge Le Soir fait référence à un article scientifique mettant en cause l'efficacité, le coût et les risques liés à ce type de vaccin. 

### Allégation de risque de développer des maladies auto-immunes à la suite de la vaccination
À la fin 2013, 10 plaintes sont déposées pour « atteinte involontaire à l’intégrité des personnes » et « tromperie aggravée »." Les jeunes filles souffrent de maladies diverses : sclérose en plaques, maladie de Verneuil, polymyosite, hypersomnie idiopathique. En avril 2014, 25 nouvelles plaintes sont déposées, à la sclérose en plaques et au lupus, s'ajoutent l'encéphalomyélite aiguë disséminée et  la myofasciite à macrophages.
Ces plaintes sont classées sans suite en 2015 et 2019.
L'ANSM a mené une étude préliminaire de surveillance de l’incidence des maladies auto-immunes sur les données du Système d’Information Inter-Régimes de l’Assurance maladie, portant sur une cohorte de jeunes filles nées entre 1992 et 1996 ne montre pas d’augmentation de l’incidence des maladies auto-immunes ni plus particulièrement de SEP après une vaccination par Gardasil.
L'Académie nationale de médecine communique le 4 décembre 2013 sur les éventuels effets indésirables graves de la vaccination anti-papillomavirus humains en France. Elle déclare "À ce jour, les études scientifiques de bonne qualité n’ont jamais démontré de relation entre un vaccin et une maladie neurologique démyélinisante ou toute autre Maladie auto-immune. La première cohorte étudiée en 2006 à partir de bases de données recueillies en Californie du Nord avant la mise en place de la vaccination VPH a estimé le nombre de cas attendus de plusieurs maladies de ce type dans un délai de 6 semaines après une vaccination virtuelle". 
L'Académie nationale de médecine cite d'autres cohortes étudiées au Danemark, et aux États–Unis, qui ne montrent pas de différence entre les maladies auto-immunes spontanées et celles qui surviennent dans les populations de vaccinées.

#### Analyse de la base de données française
L'académie de médecine détaille les principaux chiffres de  l’étude de cohorte menée en France, sur les affections de longue durée  à partir de la consultation de la base de données du  Système d’Information Inter-Régimes de l’Assurance maladie, prévue dans le Plan de Gestion de risques français : 
- Analyse l’incidence de neuf maladies auto-immunes chez 
  - 1 083 978 jeunes femmes vaccinées
  - 4 660 575 jeunes femmes non vaccinées

- Le résultat est 
  - 2,14 pour 10 000 personnes-années chez les personnes vaccinées
  - 2,06 pour 10 000 personnes-années chez les personnes non vaccinées

- Conclusion : l'écart est inférieure à la marge d'erreur statistique. Il n’y a donc pas de différence significative du taux d'incidence des neuf maladies auto-immunes étudiées entre les deux groupes[37].